# Dentlein am Forst
Dentlein am Forst è un comune tedesco di 2 443 abitanti, situato nel land della Baviera.